# Zsigmond Nagy
Zsigmond Nagy (* 27. Juli 1937 in Csengőd, Komitat Pest-Pilis-Solt-Kiskun; † 1. März 2010 in Budapest) war ein ungarischer Kugelstoßer.
1959 gewann er Silber bei der Universiade, und 1960 kam er bei den Olympischen Spielen in Rom auf den 14. Platz. 
Einer Bronzemedaille bei der Universiade 1961 folgte ein fünfter Platz bei den Leichtathletik-Europameisterschaften 1962 in Belgrad.
1963 siegte er bei der Universiade, und 1964 wurde er bei den Olympischen Spielen in Tokio Fünfter.
1961 und 1962 wurde er Ungarischer Meister. Seine persönliche Bestleistung von 19,16 m stellte er am 25. Juli 1962 in Athen auf.